# Ancient Dreams in a Modern Land (singolo)
Ancient Dreams in a Modern Land è un singolo della cantautrice gallese di origine greca Marina, pubblicato il 19 maggio 2021 come terzo estratto dal quinto album in studio omonimo.

## Pubblicazione
Marina ha inizialmente anticipato il singolo su Twitter l'11 maggio 2021.

## Accoglienza
Danielle Chelosky di Stereogum ha paragonato il brano a Womanizer di Britney Spears.

## Video musicale
Il video musicale del brano è stato reso disponibile in concomitanza con la sua uscita.

## Tracce
1. Ancient Dreams in a Modern Land – 3:26